# 小林與三次
小林 與三次（こばやし よそじ、新字体：小林 与三次、1913年〈大正2年〉7月23日 - 1999年〈平成11年〉12月30日）は、日本の内務・自治官僚、実業家。自治省の設立に尽力したのちに下野。読売グループの要職を歴任した。正力松太郎は岳父。

## 来歴・人物
正力家の土建資材を運ぶイカダ舟の船頭・小林助次郎の三男として、富山県大門町（現・射水市）に生まれる。
高岡中学校、第四高等学校を経て、1935年に東京帝国大学法学部独法科を卒業、東大在学中に、高等文官試験の司法科と行政科の両方に合格し、内務省に入省。後藤田正晴によれば、入省時の成績は抜群であったという。入省同期に参議院議員の原文兵衛、陸上幕僚長の山田正雄らがいる。
地方局に配属され、熊本県警務課長、京都府警防課長と地方の警察、消防、防空をめぐり、のちに行政課長。この間、1940年に正力の長女梅子と結婚。戦中は、内務省から一度興亜院に移り、再び、内務省に戻って敗戦を迎えた。
内務官僚時代の逸話として、敗戦後、小林は毎日のように連合国軍最高司令官総司令部（GHQ）に通っていたが、その際にイガグリ頭の上に戦闘帽を被り、頭陀袋を肩からかけた、引揚者や敗残兵のような格好をしていた。周囲からは、イガグリ頭はアメリカでは囚人のスタイルだからやめた方がいいと注意されたが、小林はこれを聞き入れなかった。「軍人による戦争には敗けたが、歴史と伝統を保持する日本は潰れてはいないぞ」という気概が、小林に「復員スタイル」をとらせていた。小林が第一生命館に入居していたGHQに入っていくと、米兵たちは驚いていたが、夜になってから、小林がアメリカ軍の宿舎として接収されていた大蔵省庁舎の前を通ると、米兵たちはおもしろがって小林の頭を戦闘帽の上からポンポン叩いていたという。
小林は、地方の役人が公職追放されてしまうと、彼らが路頭に迷ってしまうと考え、GHQに公職追放される前に解職して、退職金を支給していた。GHQはそれを知ると、小林を「半追放」し、小林は行政課から審議室に異動させられている。
内務省の解体・廃止後の1948年に、小林は内事局の官房自治課長を務めていたが、GHQから公職追放の対象としてにらまれた際に、旧内務省国土局（土木局）の後身である建設省に一時的に「退避」した。GHQによる占領統治が終るまでの間、小林は建設省の文書課長という枢要なポストを務め、この時、田中角栄と出会い、国土委員会（当時）で田中と一緒に法案をつくる間柄となった。この折の機縁で、以後田中とのパイプを持った。その後、1952年8月に自治庁行政部長として返り咲いている。
前任の鈴木俊一が内閣官房副長官に転身したので、44歳で自治事務次官に就任し、自治庁の省昇格に尽力する。1963年6月、5年間に及ぶ次官を辞め、住宅金融公庫副総裁に就任した。これは政界に出る下準備のためだった。しかし、読売新聞副社長の高橋雄豺や、高橋の内務省の後輩にあたる古井喜実の説得を受けて政界入りを断念した。また東京都副知事就任のうわさもあった。

### 読売グループに入る
1965年7月、正力が社主の読売新聞社に主筆兼論説委員長（役員待遇）として入社。10月には代表取締役副社長・主筆兼論説委員長となり、11月には大阪読売の会長にも就任した。翌年には報知新聞社取締役にも就いた。
1969年10月9日、正力が84年の生涯を閉じ、その2日後の11日、大蔵省から日本テレビが過去の会計数字に利益過大表示の疑いがあると指摘されたことが発覚した。いわゆる「粉飾決算」である。これを受け、経営の改善と信用回復のために社長として読売新聞副社長だった小林が招かれた。日本テレビは、混乱が収拾できるまでの間、社員の新規採用を見送っている。
1972年5月には、北朝鮮を訪問し金日成首相と会談。この席で金日成は小林が提案した学術調査団の訪日に賛成。また日朝間のテレビ番組の交換についても賛意を表わした。1977年5月、モスクワオリンピックの放送権をめぐり、小林はテレビ朝日の態度を批判し、宣戦を布告した。「モスクワオリンピックの放送権の独占契約は、ソ連への屈服以外の何物でもない」として「朝日」への敵意をムキ出しにした。
その後、読売新聞社社長を1981年から10年間務め、1991年に務臺光雄（名誉会長）が死去したのを機に、渡邉恒雄に社長を譲って会長に退き、1997年名誉会長。
日本新聞協会会長、日本民間放送連盟会長を務め、東京讀賣巨人軍最高経営会議のメンバーとして、プロ野球球団経営にも参画。江川事件やラジオ日本経営危機問題の事態収拾や当初は1回限りの予定だった『24時間テレビ 「愛は地球を救う」』の定例化にも関わった。
読売グループ以外では元号に関する懇談会委員として“平成”の元号制定に携わった。また、第八次選挙制度審議会会長も務め、これに先立って田中内閣時代には、田中の信頼を得て、小選挙区制の区割委員にも就いた。
1999年12月30日、がん性腹膜炎のため東京医科歯科大学病院で死去。

## 親族
妻は正力の長女梅子。小林と梅子のそもそもの馴れ初めは、小林が東大法学部に在学中、梅子の家庭教師をつとめたことが縁になっているというのが定説となっている。だが、小林本人によればそれは誤りで、正力家とのつきあいが深まったのは、1935年の正力テロ事件のときからだったという。「ジイさん（正力）の姉さんが、テロによるケガの具合を心配して、僕に見に行ってくれ、と頼んできた。それがきっかけとなって、僕が田舎に帰るたび、ジイさんの近況を実家に報告するようになった。そんなことから段々と正力家と親しくなった。学費を正力家から出してもらったという話もあるようだが、僕は育英金で学費をまかなったので、正力家から一銭も出してもらっていない。結婚については、ジイさんから直接話があった」。
梅子との間にもうけた3人の娘は、全員、読売グループとはまったく関係のない人物の許に嫁いだ。

## 略歴
- 1935年3月 - 東京帝国大学法学部独法科卒業
- 1936年4月 - 内務省入省。地方局に配属
- 1937年10月 - 熊本県警察部警務課長
- 1939年5月 - 京都府総務部地方課長
- 1940年7月 - 興亜院文化部第一課長
- 1942年5月 - 内務省地方局行政課 内務事務官
- 1946年1月 - 内務省監査官
- 1948年 - 内事局官房自治課長
- 1948年 - 建設省大臣官房文書課長
- 1952年8月 - 自治庁行政部長
- 1958年 - 自治事務次官
- 1963年 - 住宅金融公庫副総裁
- 1965年 - 読売新聞社入社[9]
- 1966年 - 報知新聞社取締役
- 1970年 - 日本テレビ放送網代表取締役社長[9]
- 1975年 - 日本民間放送連盟会長[9]
- 1981年 - 日本テレビ放送網取締役会長・読売新聞社代表取締役社長[9]
- 1985年 - 日本新聞協会会長[9]
- 1991年 - 読売新聞社取締役会長
- 1997年 - 読売新聞社名誉会長
- 1999年12月30日 - 死去

## 栄典
- 西ドイツ大功労十字章
- ローマ教皇庁大聖グレゴリオ騎士団勲章
- フンボルト大学哲学名誉博士（東ドイツ）
- レジオンドヌール勲章コマンドール章
- 仏教伝道文化賞（第23回）
- 勲一等旭日大綬章（1994年）[16]
- 大門町名誉町民（1994年1月13日推挙）[17]

## 著書
- 『地方自治』良書普及会〈地方行政全書〉、1956年。
- 『自治運営十二章 地方公務員に贈る書』学陽書房、1963年。
- 『地方自治運営論』学陽書房〈地方公務員研修選書 15〉、1964年。
- 『私の自治ノート』帝国地方行政学会、1966年。

## 追想録
- 追想小林與三次刊行委員会 編『追想小林與三次』追想小林與三次刊行委員会、2001年12月。